# الشماحى (إب)

تعديل مصدري - تعديل

الشماحى هي إحدى قرى عزلة الموية بمديرية إب التابعة لمحافظة إب، بلغ تعداد سكانها 423 نسمة حسب تعداد اليمن لعام 2004.